# Chiastopsylla octavii
Chiastopsylla octavii är en loppart som först beskrevs av Rothschild 1904.  Chiastopsylla octavii ingår i släktet Chiastopsylla och familjen Chimaeropsyllidae. Inga underarter finns listade i Catalogue of Life.